# Општина Арачиново
Општина Арачиново је једна од општина Скопског статистичког региона у Северној Македонији. Седиште општине је истоимено село Арачиново.

## Положај
Општина Арачиново налази се у северном делу Северне Македоније. Са других страна налазе се друге општине Северне Македоније:
- север — Општина Липково
- исток — Општина Куманово
- југ — Општина Илинден
- запад — Општина Гази Баба

## Природне одлике
Рељеф: Општина Арачиново се налази непосредно североисточно од Скопља, у североисточном делу плодног и густо насељеног Скопског поља. У северном делу општине издижу се најјужнија брда Скопске Црне Горе.
Клима у општини је блажи облик умереноконтиненталне под слабим утицајем Егејског мора (жарка лета).
Воде: Већи део општине је у сливу Вардара.

## Становништво
Општина Арачиново имала је по последњем попису из 2002. г. 11.597 ст., од чега у седишту општине 7.315 ст (63%). Општина је густо насељена.
Национални састав по попису из 2002. године био је:
|           | Број   | Постотак |
| Укупно    | 11.992 | 100%     |
| Албанци   | 10.879 | 93,8%    |
| Македонци | 596    | 5,1%     |
| остали    | 122    | 1,1%     |

## Насељена места
У општини постоји 4 насеља, сва са статусом села:
- Арачиново
- Грушино
- Мојанци
- Орланци